# Hjalmar Brantingsgatan, Uppsala

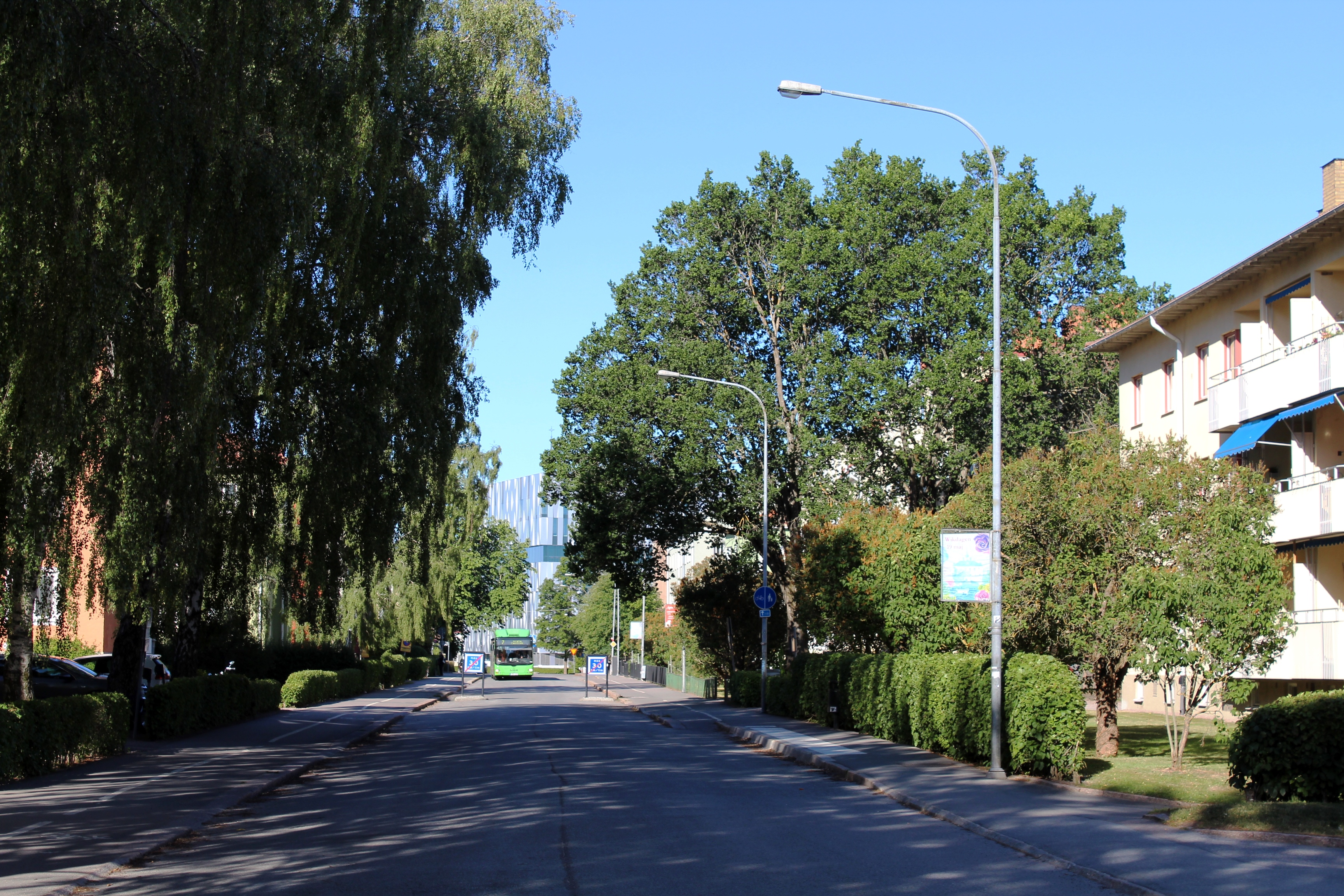
Vy mot Vaksala torg och Uppsala centrum.

Hjalmar Brantingsgatan är en gata i Uppsala som går mellan Vaksala torg och Brantings torg och korsar Tycho Hedéns väg (Gamla E4:an). En del av gatan är enbart upplåten för bussar. I korsningen med Tycho Hedéns väg intill Willys stormarknad ligger en busshållplats där långfärdsbussar samlas som går till orter i Norrland som bland annat Sundsvall, Härnösand och Umeå. Det är här som den största delen av Uppsalas långfärdsbussar samlas och samtliga som går längre sträckor upp till övre Norrland samlas här.